# Bedano
Bedano (in dialetto ticinese Bedan) è un comune svizzero di 1 574 abitanti del Canton Ticino, nel distretto di Lugano.

## Geografia fisica
Bedano si trova nella valle del Vedeggio a nord di Lugano.

## Monumenti e luoghi d'interesse

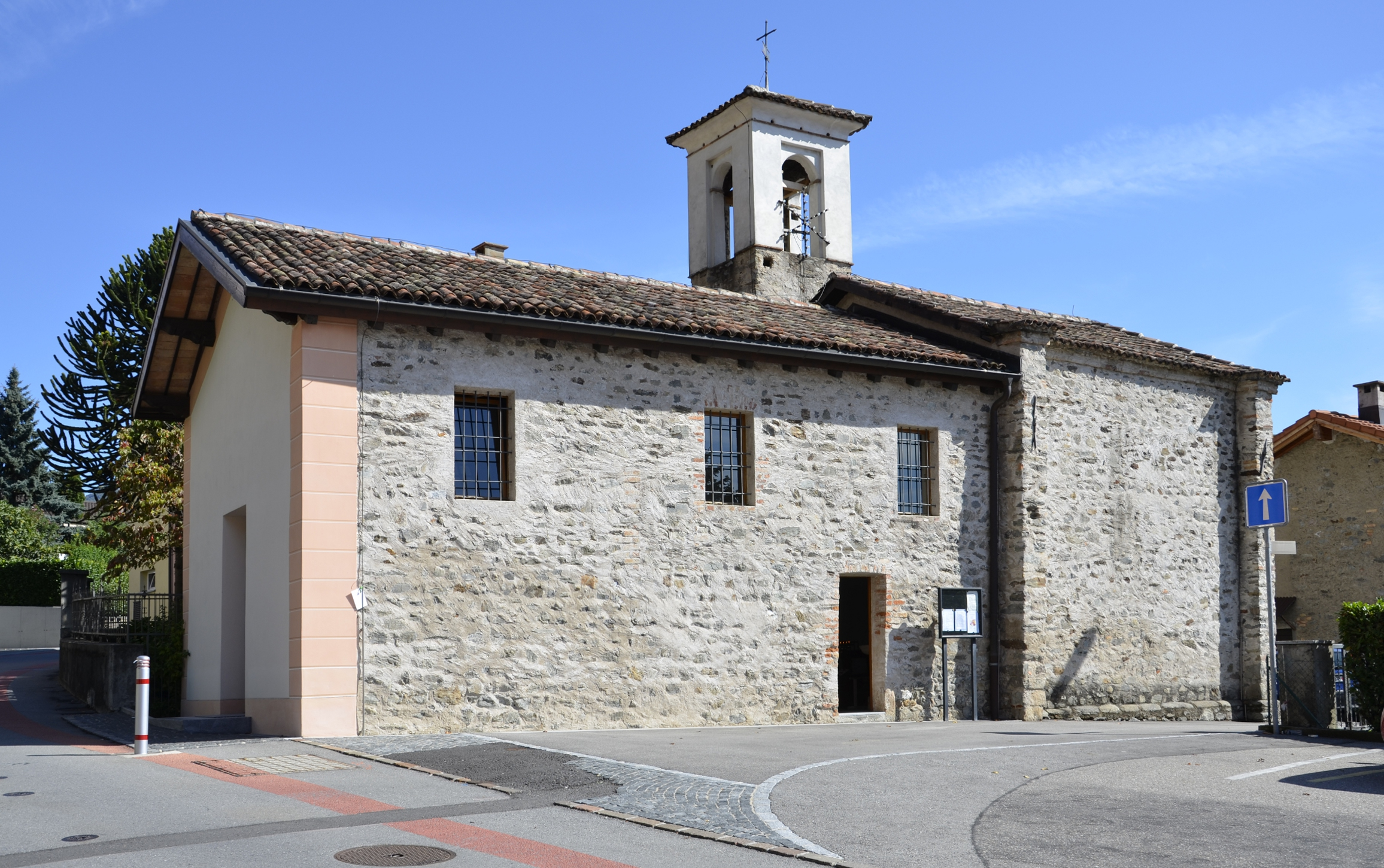
L'oratorio di Santa Maria

- Oratorio di Santa Maria, eretto nel 1365 e ricostruito prima del 1636[1];
- Oratorio di San Rocco, eretto nel XVI secolo[1] (1524) e ampliato nel 1597[senza fonte].

## Società

### Evoluzione demografica
L'evoluzione demografica è riportata nella seguente tabella:
Abitanti censiti

## Amministrazione
Ogni famiglia originaria del luogo fa parte del cosiddetto comune patriziale e ha la responsabilità della manutenzione di ogni bene ricadente all'interno dei confini del comune. L'ufficio patriziale, rieletto il 18 aprile 2021, è presieduto da Luca Fraschina.